# Muyayo Rif
Muyayo Rif és una banda creada l'any 2000 a Cornellà de Llobregat (Barcelona). Afins a ritmes urbans com el punk, l'ska, el reggae, el latin o el rock. Els seus dos últims discos (P’alante i Construmón) han sigut produïts per Gambeat. En els últims anys ha compartit cartell amb grups com Che Sudaka, La Troba Kung-Fú, Kool & The Gang, La Pegatina, Banda Bassoti, Skatalites, Els Pets, Raimundo Amador, Boikot o Reincidentes. El 2013 van publicar el seu tercer disc d'estudi.

## Discografia
- 2013 - Maldita comedia (Muyayo Rif 2013 – Kasba Music)
- 2011 - P'alante! (Muyayo Rif 2011 – Kasba Music)
- 2010 - Construmón (Muyayo Rif 2010 – Kasba Music)